# 14e Legergroep (Japan)
De Veertiende Legergroep (Japans: 第14方面軍, daijūyonhōmengun) was een legergroep van het Japanse Keizerlijke Leger. In november 1941 werd het Veertiende Leger opgericht. Dit leger werd in juli 1944 omgevormd tot de Veertiende Legergroep. Deze legergroep werd ingezet op de Filipijnen.

## Commandanten
- 6 november 1941 - 1 augustus 1942: luitenant-generaal Homma Masaharu
- 1 augustus 1942 - 19 mei 1943: luitenant-generaal Tanaka Shizuichi
- 19 mei 1943 - 26 september 1944: luitenant-generaal Kuroda Shigenori
- 26 september 1944 – einde van de oorlog: generaal Yamashita Tomoyuki

## Geschiedenis van de eenheid
- 6 november 1941: oprichting, hoofdelementen zijn de 16e divisie, de 48e divisie en de 65e brigade
- 8 december 1941: Begin van de Slag om de Filipijnen
- 10 december 1941: Landing van de eerste eenheden op Luzon
- 22 december 1941: Landing van de 48e divisie in de golf van Lingayen
- 24 december 1941: Landing van de 16e divisie in de Baai van Lamon
- april 1942: Dodenmars van Bataan
- 9 juni 1942: Einde van de Slag om de Filipijnen
- april 1944: 30e divisie wordt aan het 14e Leger toegevoegd en naar Mindanao overgeplaatst
- juni 1944: 103e en 105e divisie worden aan het 14e Leger toegevoegd
- 15 juni 1944: 55e Zelfstandig gemengde brigade wordt aan het 14e Leger toegevoegd
- 28 juli 1944: Reorganisatie tot de Veertiende Legergroep
- augustus 1944: 8e en 10e divisie worden aan de 14e Legergroep toegevoegd
- 4 augustus 1944: Oprichting van het 35e Leger dat samen met de 2e pantserdivisie wordt toegevoegd aan de 14e Legergroep
- 20 oktober 1944: Begin van de geallieerde landing op de Filipijnen
- 22 oktober 1944: Het 35e Leger krijgt het bevel om een beslissende slag te leveren op Leyte
- 24 oktober 1944: Slag in de Golf van Leyte
- december 1944: 19e en 23e Divisie worden aan de 14e Legergroep toegevoegd
- 13 februari 1945: 1e divisie paratroepen en de 4e luchtmachtdivisie worden aan de 14e Legergroep toegevoegd
- 6 maart 1945: Oprichting en incorporatie van het 41e Leger

## Structuur van de legergroep op het einde van de oorlog
- direct ondergeschikt aan de Legergroep:
  - 10e divisie, Luzon
  - 19e divisie, Luzon
  - 23e divisie, Luzon
  - 103e divisie, Luzon
  - 105e divisie, Luzon
  - 2e pantserdivisie, Luzon
  - 1e divisie paratroepen, Luzon
  - 4e luchtmachtdivisie, Luzon
  - 58e Zelfstandig gemengde brigade, Luzon
- 35e Leger, Mindanao
  - 1e divisie, Cebu
  - 16e divisie, Leyte
  - 26e divisie, Leyte
  - 30e divisie, Mindanao
  - 100e divisie, Mindanao
  - 102e divisie, Cebu
  - 54e Zelfstandig gemengde brigade, Mindanao
  - 55e Zelfstandig gemengde brigade, Jolo
  - 68e brigade, Leyte
- 41e Leger, Luzon
  - 8e divisie, Luzon